# Susanne Völker (Sozialforscherin)
Susanne Völker (* 1964) ist eine deutsche Soziologin und Sozialforscherin und seit 2011 Professorin für Methoden der Bildungs- und Sozialforschung und der Gender Studies an der Humanwissenschaftlichen Fakultät der Universität zu Köln.

## Leben
Susanne Völker studierte 1985–1992 Germanistik, Geschichte und Politische Wissenschaft an der Universität Hannover (Magistra). Von 1992 is 1996 war sie für die Universität Hannover in verschiedenen Forschungsprojekten zu den Themen Wandel, Transformation und Geschlecht tätig. Bis 2001 forschte und lehrte sie dann als wissenschaftliche Mitarbeiterin an der Humboldt-Universität zu Berlin, wo sie 2003 in Soziologie promovierte.
Von 2003 bis 2008 arbeitete sie als wissenschaftliche Assistentin an der Professur für Frauenforschung der Wirtschafts- und Sozialwissenschaftlichen Fakultät der Universität Potsdam. Daran schloss sich 2008–2009 eine Gastprofessur an der BTU Cottbus an und April 2009 bis Februar 2011 vertrat sie die Professur Genderforschung unter besonderer Berücksichtigung der Methoden der Bildungs- und Sozialforschung an der Universität zu Köln und ist seither ordentliche Professorin für Methoden der Bildungs- und Sozialforschung und der Gender Studies an der Humanwissenschaftlichen Fakultät der Universität zu Köln.
Darüber hinaus ist sie geschäftsführende Direktorin und wissenschaftliche Leiterin von GeStiK (Gender Studies in Köln), welche sie maßgeblich mitaufgebaut hat.

## Forschungsschwerpunkte
Sie forscht aktuell zu Fragen gesellschaftlicher Transformations- und Prekarisierungsprozesse in Erwerbsarbeits-, Bildungs- und mehr-als-menschlichen Sorgeverhältnissen. Ihre Forschungsschwerpunkte liegen in der Feministischen Arbeits- und Ungleichheitssoziologie, Queertheory, Transformations- und Prekarisierungsforschung, Feministischen Theorie, Praxeologische Soziologie und Habitusanalyse.

## Mitgliedschaften in akademischen Vereinigungen
- Deutsche Gesellschaft für Soziologie (DGS) - Sektion Frauen- und Geschlechterforschung in den Sozialwissenschaften (Rätin von 2002 bis 2004)
- Fachgesellschaft Geschlechterstudien / Gender Studies (02/14 - 09/17) Erste Vorsitzende, 10/17 - 09/18 Zweite Vorsitzende

## Publikationen (Auswahl)
- mit Corinna Bath, Hanna Meissner, Stephan Trinkaus: Verantwortung und Un/Verfügbarkeit. Impulse und Zugänge eines (neo)materialistischen Feminismus. (=Forum Frauen- und Geschlechterforschung Band 48), Westfälisches Dampfboot, Münster 2017, ISBN 978-3-89691-248-0
- mit Brigitte Aulenbacher, Birgit Riegraf: Feministische Kapitalismuskritik. (=Einstiege 23. Grundbegriffe der Sozialphilosophie und Gesellschaftstheorie), Verlag Westfälisches Dampfboot, Münster 2015, ISBN 978-3-89691-679-2
- mit Michèle Amacker (Hrsg.): Prekarisierungen: Arbeit, Sorge und Politik. Beltz Juventa, Weinheim 2015, ISBN 978-3-7799-3045-7
- mit Corinna Bath, Hanna Meissner, Stephan Trinkaus: Geschlechter Interferenzen. (=Band 1. Wissensformen - Subjektivierungsweisen), Lit-Verlag, Berlin/Münster/Wien/Zürich/London 2013, ISBN 978-3-643-10904-0
- Hybride Geschlechterpraktiken. Erwerbsorientierungen und Lebensarrangements von Frauen im ostdeutschen Transformationsprozess. VS Verlag für Sozialwissenschaften, Wiesbaden 2004, ISBN 978-3-322-80566-9